# Chiesa di Saint-Martin-de-Corléans
La vecchia chiesa di Saint-Martin-de-Corléans è un edificio religioso sito nell'omonimo quartiere di Aosta.

## Storia
La vecchia chiesa di Saint-Martin è menzionata per la prima volta in una bolla di Alessandro III del 1176, come parrocchia dipendente dal vescovo di Aosta, Aymon de la Porte Saint-Ours. Nel XIIIº secolo fu ceduta alla Prevostura di Saint-Gilles di Verrès, alla quale rimane legata fino al 1488, anno in cui è incorporata dal Capitolo della Cattedrale di Aosta. Nel 1788, è soppressa a seguito della promulgazione di un decreto dalla Royale délégation, che impone la riduzione delle parrocchie valdostane minori. Saint-Martin è quindi accorpato a Saint-Étienne, e i suoi beni assegnati alla parrocchia di Excenex. La parrocchia di Saint-Martin è ricostituita nel 1957, e fino al 1980 è affidata ai Canonici del Gran San Bernardo di Montjoux, già presenti a Aosta al priorato di Saint-Bénin, nonché al priorato di Saint-Jacquême a Saint-Pierre. Tra i suoi parroci, si nota il canonico François de Prez, vescovo di Aosta dal 1464 al 1511.
La chiesa di Saint-Martin ha svolto il ruolo di sede parrocchiale dalla sua costruzione fino al 1976, quando l'evoluzione demografica della città ha definitivamente inglobato l'antico villaggio di Saint-Martin-de-Corléans alla città di Aosta. Una chiesa più grande e dal disegno moderno a pianta centrale a forma d'immensa tenda, dedicata al Sacro Cuore di Gesù e situata sul lato opposto della piazzetta Bruno Salvadori, è inaugurata il 16 novembre 1976. Tra i suoi parroci si nota don Luigi Maquignaz, per 26 anni a partire dal 1980.
Nel giugno del 1969 gli operai, durante i lavori per costruire alcuni condomini dietro l'abside, trovarono dei reperti a 6 metri di profondità. La zona fu posta sotto sequestro e iniziarono i lavori per costruire l'Area Megalitica, il più grande sito archeologico coperto d'Europa.